# Grande Prêmio da Alemanha de 1980
Resultados do Grande Prêmio da Alemanha de Fórmula 1 realizado em Hockenheim em 10 de agosto de 1980. Nona etapa da temporada, foi vencido pelo francês Jacques Laffite, da Ligier-Ford, que subiu ao pódio ladeado por Carlos Reutemann e Alan Jones, pilotos da Williams-Ford.

## Resumo

### Patrick Depailler (1944-1980)
Dias antes da prova alemã, Hockenheim foi palco do acidente fatal de Patrick Depailler em 1º de agosto de 1980 durante uma sessão de testes particulares com o modelo 179 da Alfa Romeo. Naquela sexta-feira o piloto seguiu rumo aos 7 km da pista alemã e como ele não retornava o time saiu à sua procura até presenciar o horror nas cercanias da Ostkurveː Depailler agonizava em meio a um monte de ferro retorcido. Num local sem caixa de brita ou grades de proteção o carro atingiu o guard rail com tanta violência que afundou a estrutura da mureta capotando em seguida e arrastando-se por alguns metros antes de parar. Levado para o hospital da Universidade de Heidelberg, "ao chegar na sala de cirurgia Depailler já estava morto. Sofreu fratura de crânio, de ambas as pernas, esmagamento do ombro direito e fratura do braço direito, além de forte hemorragia interna".
Veloz e inclinada, a Ostkurve foi palco de um acidente sem testemunhas, contudo uma análise no bólido de Depailler revelou que "seu carro ficou inteiramente destruído e na pista não foram encontrados sinais de freadas bruscas, mas sim marcas comparadas às de uma freada progressiva. Devido ao choque, violento, as grades de segurança foram deslocadas meio metro aproximadamente e a parte dianteira do Alfa Romeo ficou sob ela depois de resvalar por mais de 100 metros. O carro perdeu uma roda, o motor foi arrancado e os pedais do freio e do acelerador ficaram a cerca de 20 centímetros do volante". Tal cenário indicava a hipótese de uma quebra de suspensão a 270 km/h como causa da fatalidade.

### Coincidências infelizes
Morto oito dias antes de completar 36 anos, Patrick Depailler jamais pontuou no Grande Prêmio da Alemanha sendo que em 1979 ele não compareceu à corrida devido ao acidente de asa delta sofrido na região de Puy de Dôme em 3 de junho. Compulsando a história de Hockenheim vê-se o nome de Jim Clark entre as vítimas do circuito, pois o britânico faleceu no local em 1968 enquanto disputava uma prova de Fórmula 2. Em 1980 o traçado de Hockenheim vitimou Markus Höttinger (celebrado como "o sucessor de Niki Lauda") a 13 de abril, além do motociclista Rene Kamlot três semanas depois. Sob outra perspectiva vemos o quão lúgubre é o 1º de agosto na história da Fórmula 1, pois nele Jean Behra faleceu durante uma prova de Fórmula 2 na véspera do Grande Prêmio da Alemanha de 1959, em 1976 aconteceu o medonho acidente de Niki Lauda e quatro anos depois o infausto acontecimento envolvendo Patrick Depailler.

### Alan Jones na pole position
Na sexta-feira vinte e seis pilotos foram à pista sob chuva e coube às máquinas da Renault assinalarem os melhores tempos com René Arnoux à frente de Jean-Pierre Jabouille enquanto a Brabham de Nelson Piquet ficou em terceiro lugar adiante das Ligier de Jacques Laffite e Didier Pironi ao mesmo tempo que Alan Jones, líder do campeonato, obteve o sétimo posto com a Williams, cena ligeiramente alterada no dia seguinte. No sábado a pista secou e Alan Jones abiscoitou a pole position cravando o melhor tempo na parte final do treino deixando Jean-Pierre Jabouille e René Arnoux atrás de si com Carlos Reutemann subindo para o quarto lugar com a outra Williams e quanto à terceira fila, a mesma foi dividida entre Jacques Laffite e Nelson Piquet. Vítima de um motor estourado ao final da classificação, Alan Jones reagiu com sinceridadeː "Espero que isso não ocorra durante a corrida".
Ainda consternada pela morte de Patrick Depailler, a Alfa Romeo inscreveu apenas o carro de Bruno Giacomelli para a corrida e este sairá em décimo nono, situação melhor que as de Rupert Keegan (guiando uma Williams a serviço da RAM Racing) e Harald Ertl (que despediu-se da Fórmula 1 como segundo piloto da ATS), incapazes de pôr seus bólidos no grid.

### Triste vitória de Laffite
Embora tenha mantido o primeiro lugar nos metros iniciais da prova alemã, Alan Jones não pôde resistir à maior potência do turbo de Jean-Pierre Jabouille quando a Renault superou a Williams no miolo do circuito, formando a partir de então um bloco onde Jabouille e Jones abriram vantagem sobre o resto do pelotão com René Arnoux e Didier Pironi vindo a seguir numa formação que durou 26 voltas quando, quase simultaneamente, os dois carros da Renault abandonaram o Grande Prêmio da Alemanha por quebra de motor. 
O duplo abandono da Renault pôs Alan Jones na liderança com Jacques Laffite em segundo, mas a essa altura tanto o público quanto o bicampeão Niki Lauda (comentarista da prova numa TV alemã) dividiam a sua atenção com o terceiro lugar de Carlos Reutemann e o quarto de Nelson Piquet, afinal graças a uma "patinada" do argentino no começo da porfia, sua Williams caiu para sétimo enquanto o brasileiro da Brabham despencou para décimo nono devido a uma freada brusca para não atingir Reutemann, posicionado adiante de Piquet na formação do grid. Em termos de má sorte, contudo, nada superou o domingo da Fittipaldi, pois Keke Rosberg bateu na mureta após duas voltas quando estava em sexto e embora tenha voltado ao asfalto com um novo aerofólio traseiro, parou no oitavo giro mediante quebra da suspensão. No caso de Emerson Fittipaldi uma falha na lubrificação dos freios o levou aos boxes na sétima passagem, instante em que era o décimo primeiro, mas o enguiço persistiu e ele abandonou ao completar dezoito voltas.
Após dois terços de prova, Alan Jones mantinha doze segundos sobre Jacques Laffite e este detinha sete segundos em relação a Carlos Reutemann; em quarto lugar estava Nelson Piquet com Elio de Angelis em quinto e Bruno Giacomelli assumindo o sexto posto na 35ª volta ao ultrapassar John Watson. Tal cenário manteve-se incólume até faltarem cinco voltas para o final da contenda quando estourou o pneu dianteiro esquerdo de Jones, mas como o australiano estava nas cercanias dos boxes (na entrada do setor conhecido como estádio), foi atendido e voltou à pista em terceiro lugar depois de vinte e um segundos de pit stop. Ávido por recuperar o tempo perdido, Jones cravou a melhor volta da corrida no antepenúltimo giro, mas logo seu carro perdeu rendimento, afinal o estouro do pneu danificou sua carenagem.
Novo líder da prova, Jacques Laffite contornou a falta de estabilidade de sua Ligier pelo tempo necessário e venceu o Grande Prêmio da Alemanha com a Williams de Carlos Reutemann em segundo, mas para Frank Williams o alívio só foi completo quando Alan Jones confirmou o terceiro lugar na última a apenas um segundo de Nelson Piquet, cuja Brabham ficou em quarto ao ser atrapalhada pela McLaren do retardatário Alain Prost. Em quinto lugar cruzou a Alfa Romeo de Bruno Giacomelli, que ao aproveitar uma falha mecânica na Lotus de Elio de Angelis e ascendeu um posto numa homenagem honrosa à memória de Patrick Depailler enquanto Gilles Villeneuve completou a zona de pontuação em sexto lugar com a Ferrari.
Jacques Laffite não vencia desde o Grande Prêmio do Brasil de 1979 quando ele e Patrick Depailler conseguiram, via Ligier, a primeira dobradinha entre pilotos franceses na história da Fórmula 1, mas ao relembrar de seu antigo companheiro absteve-se de celebrar em Hockenheimː "Eu, pessoalmente, não consigo nem pretendo me vangloriar dessa vitória, no circuito onde acaba de morrer Patrick Depailler. Com ele aqui, competindo, teria sido, aí sim, um grande dia, um dia de festa. Sem ele, para mim não tem valor". Apesar da tristeza, Laffite disse que a Ligier tinha razões para comemorarː "Somente do ponto de vista da equipe, que merecia uma vitória depois de tantas desilusões de tantas corridas perdidas ultimamente unicamente pela falta de sorte, é que posso estar contente".
Graças ao pódio conseguido em solo germânico, Alan Jones tinha 41 pontos e liderava o mundial de pilotos com sete pontos de vantagem sobre Nelson Piquet. Entre os construtores a Williams surge como franca favorita com 67 pontos enquanto a Ligier tem chances remotas de título, ao contrário da Brabham que mais uma vez tem apenas um carro pontuando.

## Classificação

### Treinos
| Pos.   | Nº | Piloto                | Construtor      | Tempo   | Dif.   |
| ------ | -- | --------------------- | --------------- | ------- | ------ |
| 1      | 27 | Alan Jones            | Williams-Ford   | 1:45.85 | -      |
| 2      | 15 | Jean-Pierre Jabouille | Renault         | 1:45.89 | + 0.04 |
| 3      | 16 | René Arnoux           | Renault         | 1:46.00 | + 0.15 |
| 4      | 28 | Carlos Reutemann      | Williams-Ford   | 1:46.14 | + 0.29 |
| 5      | 26 | Jacques Laffite       | Ligier-Ford     | 1:46.78 | + 0.93 |
| 6      | 5  | Nelson Piquet         | Brabham-Ford    | 1:46.90 | + 1.05 |
| 7      | 25 | Didier Pironi         | Ligier-Ford     | 1:47.20 | + 1.35 |
| 8      | 21 | Keke Rosberg          | Fittipaldi-Ford | 1:47.64 | + 1.89 |
| 9      | 11 | Mario Andretti        | Lotus-Ford      | 1:48.45 | + 2.60 |
| 10     | 29 | Riccardo Patrese      | Arrows-Ford     | 1:48.58 | + 2.73 |
| 11     | 12 | Elio de Angelis       | Lotus-Ford      | 1:48.59 | + 2.74 |
| 12     | 20 | Emerson Fittipaldi    | Fittipaldi-Ford | 1:48.70 | + 2.85 |
| 13     | 9  | Marc Surer            | ATS-Ford        | 1:48.72 | + 2.87 |
| 14     | 8  | Alain Prost           | McLaren-Ford    | 1:48.75 | + 2.90 |
| 15     | 6  | Hector Rebaque        | Brabham-Ford    | 1:48.78 | + 2.93 |
| 16     | 2  | Gilles Villeneuve     | Ferrari         | 1:48.86 | + 3.01 |
| 17     | 30 | Jochen Mass           | Arrows-Ford     | 1:48.93 | + 3.08 |
| 18     | 31 | Eddie Cheever         | Osella-Ford     | 1:49.06 | + 3.21 |
| 19     | 23 | Bruno Giacomelli      | Alfa Romeo      | 1:49.11 | + 3.26 |
| 20     | 7  | John Watson           | McLaren-Ford    | 1:49.26 | + 3.41 |
| 21     | 1  | Jody Scheckter        | Ferrari         | 1:49.35 | + 3.50 |
| 22     | 4  | Derek Daly            | Tyrrell-Ford    | 1:49.51 | + 3.66 |
| 23     | 3  | Jean-Pierre Jarier    | Tyrrell-Ford    | 1:49.52 | + 3.67 |
| 24     | 14 | Jan Lammers           | Ensign-Ford     | 1:50.30 | + 4.45 |
| 25     | 50 | Rupert Keegan         | Williams-Ford   | 1:50.75 | + 4.90 |
| 26     | 10 | Harald Ertl           | ATS-Ford        | 1:53.13 | + 7.28 |
| Fonte: |    |                       |                 |         |        |

### Corrida
| Pos.   | Nº | Piloto                | Construtor      | Voltas | Tempo/Diferença   | Grid | Pontos |
| ------ | -- | --------------------- | --------------- | ------ | ----------------- | ---- | ------ |
| 1      | 26 | Jacques Laffite       | Ligier-Ford     | 45     | 1:23:59.73        | 5    | 9      |
| 2      | 28 | Carlos Reutemann      | Williams-Ford   | 45     | + 3.19            | 4    | 6      |
| 3      | 27 | Alan Jones            | Williams-Ford   | 45     | + 43.53           | 1    | 4      |
| 4      | 5  | Nelson Piquet         | Brabham-Ford    | 45     | + 44.48           | 6    | 3      |
| 5      | 23 | Bruno Giacomelli      | Alfa Romeo      | 45     | + 1:16.49         | 19   | 2      |
| 6      | 2  | Gilles Villeneuve     | Ferrari         | 45     | + 1:28.72         | 16   | 1      |
| 7      | 11 | Mario Andretti        | Lotus-Ford      | 45     | + 1:33.01         | 9    |        |
| 8      | 30 | Jochen Mass           | Arrows-Ford     | 45     | + 1:47.75         | 17   |        |
| 9      | 29 | Riccardo Patrese      | Arrows-Ford     | 44     | + 1 volta         | 10   |        |
| 10     | 4  | Derek Daly            | Tyrrell-Ford    | 44     | + 1 volta         | 22   |        |
| 11     | 8  | Alain Prost           | McLaren-Ford    | 44     | + 1 volta         | 14   |        |
| 12     | 9  | Marc Surer            | ATS-Ford        | 44     | + 1 volta         | 13   |        |
| 13     | 1  | Jody Scheckter        | Ferrari         | 44     | + 1 volta         | 21   |        |
| 14     | 14 | Jan Lammers           | Ensign-Ford     | 44     | + 1 volta         | 24   |        |
| 15     | 3  | Jean-Pierre Jarier    | Tyrrell-Ford    | 44     | + 1 volta         | 23   |        |
| 16     | 12 | Elio de Angelis       | Lotus-Ford      | 43     | Rolamento de roda | 11   |        |
| Ret    | 7  | John Watson           | McLaren-Ford    | 39     | Motor             | 20   |        |
| Ret    | 15 | Jean-Pierre Jabouille | Renault         | 27     | Motor             | 2    |        |
| Ret    | 16 | René Arnoux           | Renault         | 26     | Motor             | 3    |        |
| Ret    | 31 | Eddie Cheever         | Osella-Ford     | 23     | Câmbio            | 18   |        |
| Ret    | 25 | Didier Pironi         | Ligier-Ford     | 18     | Transmissão       | 7    |        |
| Ret    | 20 | Emerson Fittipaldi    | Fittipaldi-Ford | 18     | Freios            | 12   |        |
| Ret    | 21 | Keke Rosberg          | Fittipaldi-Ford | 8      | Rolamento de roda | 8    |        |
| Ret    | 6  | Hector Rebaque        | Brabham-Ford    | 4      | Câmbio            | 15   |        |
| DNQ    | 50 | Rupert Keegan         | Williams-Ford   |        |                   |      |        |
| DNQ    | 10 | Harald Ertl           | ATS-Ford        |        |                   |      |        |
| Fonte: |    |                       |                 |        |                   |      |        |

## Tabela do campeonato após a corrida
| Pos    | Piloto           | Pontos |
| ------ | ---------------- | ------ |
| 1      | Alan Jones       | 41     |
| 2      | Nelson Piquet    | 34     |
| 3      | Carlos Reutemann | 26     |
| 4      | Jacques Laffite  | 25     |
| 5      | René Arnoux      | 23     |
| Fonte: |                  |        |

| Pos    | Equipe        | Pontos |
| ------ | ------------- | ------ |
| 1      | Williams-Ford | 67     |
| 2      | Ligier-Ford   | 48     |
| 3      | Brabham-Ford  | 34     |
| 4      | Renault       | 23     |
| 5      | Arrows-Ford   | 11     |
| Fonte: |               |        |

- Nota: Somente as primeiras cinco posições estão listadas. As quatorze etapas de 1980 foram divididas em dois blocos de sete e neles cada piloto podia computar cinco resultados válidos não havendo descartes no mundial de construtores.